# Kochankowie (film 1999)
Kochankowie  (ang. Lovers) – francuski film, wyprodukowany w 1998 roku w reżyserii Jeana-Marca Barra.
Zdjęcia do filmu wykonano w Paryżu.

## Fabuła
Akcja filmu dzieje się w Paryżu. Jeanne (Élodie Bouchez) pracuje w księgarni, w której poznaje imigranta z Serbii, Dragana (Sergej Trifunovic). Dragan szuka książki na temat włoskiego malarza Rosettiego. Niebawem pomimo dzielących tych dwoje różnic (Dragan nie umie mówić po francusku, jest wesoły i beztroski, wciąż brakuje mu pieniędzy) rozkwita między nimi romans, ale młodzieniec nie mówi dziewczynie, iż jest na terenie Francji nielegalnie.
Film „Kochankowie” został nakręcony według manifestu artystycznego Dogma 95, czyli zgodnie z zachowaniem jedności czasu, miejsca akcji i naturalizmu zdjęć – bez podkładu muzycznego ani też sztucznego oświetlenia. „Kochankowie” są pierwszą częścią tryptyku o wolności Jeana-Marca Barra.

## Obsada
- Élodie Bouchez jako Jeanne
- Sergej Trifunović jako Dragan
- Thibault de Montalembert
- Dragan Nikolić jako Zlatan
- Geneviève Page jako Alice
- Jean-Christophe Bouvet jako Kioskarz
- Patrick Catalifo
- Thibault de Montalembert jako Jean-Michel
- Irina Decermic jako Maria
- Graziella Delerm
- Mirza Halilovic